# 纳斯塔西娅·诺维科娃
纳斯塔西娅·诺维科娃（Nastassia Novikava，1981年11月16日—）生于若季諾，是一名白俄罗斯女子举重运动员。

## 生涯
诺维科娃曾参加2004年雅典奥运，最终排名第五。
在2007年的举重世界冠军赛中她以213公斤总计分获得53公斤级银牌。
在2009年的欧洲举重冠军赛上她以216公斤总计分获得58公斤级冠军。